# Kilkis (unidade regional)
Kilkis (ou ainda: Kilkís; em grego: Κιλκίς) é uma unidade regional da Grécia, localizada na região da Macedônia Central. Sua capital é a cidade de Kilkis.